# That Man Oh Soo (phim truyền hình)
That Man Oh Soo (tiếng Hàn: 그남자 오수; Romaja: Geunamja Osu) là một bộ phim truyền hình Hàn Quốc kỳ ảo với diễn viên Lee Jong-hyun và Kim So-eun. Nó được phát sóng trên OCN từ ngày 5 tháng 3 năm 2018 vào thứ hai và thứ ba lúc 21:00 (KST).

## Nội dung
Câu truyện kể về hai người yêu nhau do "thần tình yêu" sở hữu phấn Hoa Kỳ diệu.

## Diễn viên

### Chính
- Lee Jong-hyun vai Oh Soo (27 tuổi)

Một kỹ sư CNTT trí tuệ nhân tạo. Anh còn sở hữu một tiệm cà phê.
- Kim So-eun vai Seo Yoo-ri (27 tuổi)

Một sĩ quan cảnh sát địa phương.

### Phụ
- Kang Tae-oh vai Kim Jin-woo (27 tuổi)

Giáo viên bộ môn thể dục trường trung học.
- Heo Jung-min vai Oh Ga-na (30 tuổi)

Anh trai của Oh Soo.
- Park Geun-hyung vai  Oh Man-soo (80 tuổi)

Ông ngoại của Oh Soo.
- Lee Hye-ran vai Yoon Che-ri

Bác sĩ thú y.
- Yoo Il vai Park Min-ho

Bạn trai cũ của Yoo-ri.
- Park Na-ye vai Seo Soo-jeong
- Kim Ho-jung
- Kim Yeon-seo vai Hyo-jin

### Xuất hiện đặc biệt
- Won Ki-joon vai ba của Oh Soo
- Ko In-beom
- Han Bo-reum as TBA (30 tuổi)

Bạn gái của Oh Ga-na

## Sản xuất
Bộ phim được quay trước hoàn toàn lên lịch vào tháng 12 năm 2017.

## Nhạc phim

### Phần 1
| Phát hành vào 5 tháng 3 năm 2018 | Phát hành vào 5 tháng 3 năm 2018      | Phát hành vào 5 tháng 3 năm 2018 | Phát hành vào 5 tháng 3 năm 2018 | Phát hành vào 5 tháng 3 năm 2018 | Phát hành vào 5 tháng 3 năm 2018 |
| STT                              | Nhan đề                               | Phổ lời                          | Phổ nhạc                         | Ca sĩ                            | Thời lượng                       |
| -------------------------------- | ------------------------------------- | -------------------------------- | -------------------------------- | -------------------------------- | -------------------------------- |
| 1.                               | "Easy For You (feat. Lee Seung-yeon)" | Ajussen, Sung Hwan               | Ajussen, Sung Hwan               | Lee Ra-on                        | 03:05                            |
| 2.                               | "Easy For You" (Inst.)                |                                  | Ajussen, Sung Hwan               |                                  | 03:05                            |
| Tổng thời lượng:                 | Tổng thời lượng:                      | Tổng thời lượng:                 | Tổng thời lượng:                 | Tổng thời lượng:                 | 03:05                            |

### Phần 2
| Phát hành vào 13 tháng 3 năm 2018 | Phát hành vào 13 tháng 3 năm 2018    | Phát hành vào 13 tháng 3 năm 2018 | Phát hành vào 13 tháng 3 năm 2018 | Phát hành vào 13 tháng 3 năm 2018 | Phát hành vào 13 tháng 3 năm 2018 |
| STT                               | Nhan đề                              | Phổ lời                           | Phổ nhạc                          | Ca sĩ                             | Thời lượng                        |
| --------------------------------- | ------------------------------------ | --------------------------------- | --------------------------------- | --------------------------------- | --------------------------------- |
| 1.                                | "Being Alone Again" (또 혼자라는 게) | Ajussen                           | Ajussen                           | Chaewon, Jinsol (April)           | 03:57                             |
| 2.                                | "Being Alone Again" (Inst.)          |                                   | Ajussen                           |                                   | 03:57                             |
| Tổng thời lượng:                  | Tổng thời lượng:                     | Tổng thời lượng:                  | Tổng thời lượng:                  | Tổng thời lượng:                  | 07:54                             |

### Phần 3
| Phát hành vào 19 tháng 3 năm 2018 | Phát hành vào 19 tháng 3 năm 2018 | Phát hành vào 19 tháng 3 năm 2018                                  | Phát hành vào 19 tháng 3 năm 2018                      | Phát hành vào 19 tháng 3 năm 2018 | Phát hành vào 19 tháng 3 năm 2018 |
| STT                               | Nhan đề                           | Phổ lời                                                            | Phổ nhạc                                               | Ca sĩ                             | Thời lượng                        |
| --------------------------------- | --------------------------------- | ------------------------------------------------------------------ | ------------------------------------------------------ | --------------------------------- | --------------------------------- |
| 1.                                | "Love, Love"                      | Lee Hwan-wook, Kim Hyun-jeong, Kang Woo-jin, Denis Seo, Kim So-eun | Lee Hwan-wook, Kim Hyun-jeong, Kang Woo-jin, Denis Seo | Kim So-eun                        | 03:21                             |
| 2.                                | "Love, Love" (Inst.)              |                                                                    | Lee Hwan-wook, Kim Hyun-jeong, Kang Woo-jin, Denis Seo |                                   | 03:21                             |
| Tổng thời lượng:                  | Tổng thời lượng:                  | Tổng thời lượng:                                                   | Tổng thời lượng:                                       | Tổng thời lượng:                  | 06:42                             |

### Phần 4
| Phát hành vào 26 tháng 3 năm 2018 | Phát hành vào 26 tháng 3 năm 2018         | Phát hành vào 26 tháng 3 năm 2018 | Phát hành vào 26 tháng 3 năm 2018 | Phát hành vào 26 tháng 3 năm 2018 | Phát hành vào 26 tháng 3 năm 2018 |
| STT                               | Nhan đề                                   | Phổ lời                           | Phổ nhạc                          | Ca sĩ                             | Thời lượng                        |
| --------------------------------- | ----------------------------------------- | --------------------------------- | --------------------------------- | --------------------------------- | --------------------------------- |
| 1.                                | "Strange And Heartbroken" (이상해 맘상해) | Ajussen, Jung Jin-woo             | Ajussen                           | Jung Jin-woo                      | 03:01                             |
| 2.                                | "Strange And Heartbroken" (Inst.)         |                                   | Ajussen                           |                                   | 03:01                             |
| Tổng thời lượng:                  | Tổng thời lượng:                          | Tổng thời lượng:                  | Tổng thời lượng:                  | Tổng thời lượng:                  | 06:02                             |

### Phần 5
| Phát hành vào 2 tháng 4 năm 2018 | Phát hành vào 2 tháng 4 năm 2018 | Phát hành vào 2 tháng 4 năm 2018 | Phát hành vào 2 tháng 4 năm 2018 | Phát hành vào 2 tháng 4 năm 2018 | Phát hành vào 2 tháng 4 năm 2018 |
| STT                              | Nhan đề                          | Phổ lời                          | Phổ nhạc                         | Ca sĩ                            | Thời lượng                       |
| -------------------------------- | -------------------------------- | -------------------------------- | -------------------------------- | -------------------------------- | -------------------------------- |
| 1.                               | "Lost (Prod. by MAKTUB)"         | MAKTUB, Lee Ra-on                | MAKTUB, Lee Ra-on                | Jungyup                          | 03:25                            |
| 2.                               | "Lost (Prod. by MAKTUB)" (Inst.) |                                  | MAKTUB, Lee Ra-on                |                                  | 03:25                            |
| Tổng thời lượng:                 | Tổng thời lượng:                 | Tổng thời lượng:                 | Tổng thời lượng:                 | Tổng thời lượng:                 | 06:50                            |

## Đánh giá
- Trong bảng dưới đây, số màu xanh để hiện đánh giá thấp nhất và số màu đỏ thể hiện đánh giá cao nhất.
- N/A biểu thị đánh giá không rõ.

| Tập        | Ngày phát sóng      | Đánh giá trung bình  | Đánh giá trung bình |
| Tập        | Ngày phát sóng      | Đánh giá AGB Nielsen | Đánh giá TNmS       |
| Tập        | Ngày phát sóng      | Toàn quốc            | Toàn quốc           |
| ---------- | ------------------- | -------------------- | ------------------- |
| 1          | 5 tháng 3 năm 2018  | 0.4%                 | 0.4%                |
| 2          | 6 tháng 3 năm 2018  | 0.3%                 | 0.5%                |
| 3          | 12 tháng 3 năm 2018 | 0.3%                 | 0.4%                |
| 4          | 13 tháng 3 năm 2018 | 0.3%                 | 0.4%                |
| 5          | 19 tháng 3 năm 2018 | 0.2%                 | 0.4%                |
| 6          | 20 tháng 3 năm 2018 | 0.3%                 | 0.2%                |
| 7          | 26 tháng 3 năm 2018 |                      |                     |
| 8          | 27 tháng 3 năm 2018 |                      |                     |
| 9          | 2 tháng 4 năm 2018  |                      |                     |
| 10         | 3 tháng 4 năm 2018  |                      |                     |
| 11         | 9 tháng 4 năm 2018  |                      |                     |
| 12         | 10 tháng 4 năm 2018 |                      |                     |
| 13         | 16 tháng 4 năm 2018 |                      |                     |
| 14         | 17 tháng 4 năm 2018 |                      |                     |
| 15         | 23 tháng 4 năm 2018 |                      |                     |
| 16         | 24 tháng 4 năm 2018 |                      |                     |
| Trung bình | Trung bình          | %                    | %                   |

- Ghi chú: Bộ phim được phát sóng trên truyền hình cáp/trả phí nên thông thường có số lượng người xem ít hơn so với truyền hình miễn phí/công cộng như (KBS, SBS & MBC & EBS).